# Муссолини, Алессандра
Алесса́ндра Муссоли́ни (итал. Alessandra Mussolini; род. 30 декабря 1962, Рим, Италия) — итальянский крайне правый политик, известная своими эксцентричными заявлениями. Член Итальянского (с 1992 года) и Европейского (с 2003 года) парламентов, основательница неофашистской партии «Социальное действие». Племянница Софи Лорен, внучка Бенито Муссолини.

## Личная жизнь
Алессандра Муссолини родилась в Риме. Дочь Анны-Марии Шиколоне (из Поццуоли, Неаполь) и Романо Муссолини, третьего сына фашистского диктатора Бенито Муссолини (из Форли, Эмилия-Романья). Актриса Софи Лорен — её тётя.
С 1976 по 1980 год училась в Американской заграничной школе в Риме. В 1986 году окончила Университет Римини, получив звание магистра киноменеджмента.
28 октября 1989 года Муссолини вышла замуж за офицера таможенной полиции Мауро Флориани. У них трое детей: Катарина (род. 1995), Кларисса (род. 1997) и Романо (род. 2003), названный в честь деда. Она около года боролась за то, чтобы троим её детям разрешили носить фамилию Муссолини. Она неоднократно заявляла, что гордится своим знаменитым родственником, но в данном случае отстаивала не столько честь деда, сколько свои права как женщины. Алессандре Муссолини удалось добиться своего, однако процесс оказался долгим, утомительным и дорогим.
В молодости при поддержке тёти пыталась стать актрисой, снялась в эпизодической роли в картине «Необычный день», номинированной в 1977 году на премию «Оскар» как лучший фильм на иностранном языке. Работала фотомоделью, сотрудничала с журналом Playboy и появлялась на обложках итальянского (август 1983) и немецкого (ноябрь 1983) выпусков. В 1982 году Муссолини выпустила альбом поп-музыки романтичных песен под названием Amore на Alfa Records, альбом был выпущен только в Японии и с тех пор стал коллекционной редкостью.

## Политическая карьера
В 1992 году переключила своё внимание на политику, победив на выборах в парламент от партии «Национальный альянс». В декабре 2003 года основала собственную партию «Социальное действие», которая формально просуществовала до марта 2009, но реально — лишь до 2006, в рамках коалиции Социальная альтернатива.
В ноябре 2007 года много шума наделало заявление Муссолини о том, что все румыны — преступники. Оно привело к распаду в Европарламенте националистической коалиции «Идентичность, традиция, суверенитет», членом которой являлась Муссолини.
С 2008 года примыкает к альянсу правых партий Сильвио Берлускони; в 2014—2019 годах была депутатом Европарламента как активный сторонник Европейской народной партии. Однако Алессандра Муссолини проиграла перевыборы в мае 2019 года и ушла из большой политики.

## Фильмография
- Белый, красный и… (1972)
- Необычный день (1977)
- Il Caso Pupetta Maresca (1982)
- Il Tassinaro (1983)
- Qualcosa di biondo (1984)
- The Assisi Underground (1985)
- Ferragosto O.K. (1986)
- Noi uomini duri (1987)
- Vincere per vincere (1988)
- Sabato, domenica e lunedì (1990)
- Ha-Derech L'Ein Harod (1990)